# Kapoly
Kapoly là một thị trấn thuộc hạt Somogy, Hungary. Thị trấn này có diện tích 22,37 km², dân số năm 2010 là 692 người, mật độ 31 người/km².